# Pornofilm
Een pornofilm (voluit pornografische film), ook seksfilm genoemd, is een film waarin voornamelijk seksuele handelingen worden getoond om de kijker seksueel op te winden. 
Er wordt onder meer onderscheid gemaakt tussen harde porno (hardcore) en zachte porno (softcore). Bij harde porno is alles expliciet in beeld, inclusief de penetratie en ejaculatie. Bij zachte porno worden de geslachtsdelen niet getoond.
Een bekende en destijds ophefmakende pornospeelfilm is Deep Throat uit 1972. Een pornospeelfilm over liefde met expliciete seks is Love.

## Wetgeving

Wereldkaart van pornografische wetten:
Over het algemeen legaal met bepaalde uitzonderingen van extremen en een verbod op kinderpornografie
Gedeeltelijk legaal, onder enkele brede beperkingen, of dubbelzinnige status
Illegaal
Gegevens niet beschikbaar

In bepaalde landen zijn pornofilms wettelijk verboden. In de Verenigde Staten zijn ze in sommige staten verboden, maar daar beroepen pornofilmmakers zich op de wet van vrije meningsuiting. In Nederland zijn pornofilms toegestaan, behalve die met minderjarigen (kinderporno) of dieren (dierenporno). Pornofilms vielen voor lange tijd in de Kijkwijzer-categorie "vanaf 16 jaar", in 2020 werd de categorie "vanaf 18 jaar" aan Kijkwijzer toegevoegd en sindsdien vallen pornofilms in deze categorie. Strafbaar is degene die een kind beneden de leeftijd van zestien jaren of een persoon die zich voordoet als een kind beneden de leeftijd van zestien jaren getuige doet zijn van een handeling of een visuele weergave van seksuele aard of met een onmiskenbaar seksuele strekking op een wijze die schadelijk te achten is voor kinderen beneden de leeftijd van zestien jaren (art. 251, tweede lid Sr). In 2024 was een Kamermeerderheid voor een wettelijke verplichting tot leeftijdsverificatie voor toegang tot pornosites, maar volgens de regering is dat nog niet zo eenvoudig. Het vraagt om het wegen van een breed scala aan verschillende belangen en er speelt de vraag hoe dit technisch vorm moet krijgen om de nadelige gevolgen zo veel mogelijk te beperken.

## Pornofilms op internet
Er zijn veel websites met pornografische films. Daarbij is harde porno vaak zo vanzelfsprekend dat deze term niet gebruikt wordt. Er zijn websites waarbij voor het bekijken van materiaal betaald moet worden en websites die gratis materiaal aanbieden gecombineerd met internetadvertenties. Volgens de Alexa ranking van best bezochte websites ter wereld was XVideos de meest bezochte pornosite ter wereld in 2015. Het was daarmee de 53 grootste site wereldwijd. Een andere veelbezochte pornosite was Pornhub.
In 2021 kwam de Britse website OnlyFans, waarop onder andere tegen betaling pornografisch materiaal van bekende personen werd getoond, in het nieuws. Onder druk van o.a. bankpartners besloot het bedrijf het tonen van expliciete seks op deze site te verbieden, maar deze beslissing werd al snel opgeschort toen creators die hierdoor getroffen zouden worden, overwogen over te stappen naar een andere site.

## Nederlandse pornofilms als bioscoopfilms
De eerste breed gedistribueerde Nederlandse pornografische film was Pruimenbloesem (1982) van Willem van Batenburg (een pseudoniem). Van Batenburg maakte een jaar later nog een film ('n Schot in de roos) die minder succesvol was. Een decennium eerder is Blue movie (1971) van Pim de la Parra en Wim Verstappen meer erotisch dan pornografisch te noemen, al verwijst de titel wel naar de Engelse term voor pornofilm en was het succes vooral te danken aan de seksscènes. De Nederlandse actrice Sylvia Kristel speelde in de Franse film Emmanuelle (1974) en werd wereldberoemd. Andere bekende Nederlandse acteurs zijn Helen Duval, Bobbi Eden en Kim Holland.

## Publicatie
- Robbert Ophorst, Marijn Schrijver & Roelof de Vries: De lustfabriek. 50 jaar Nederlandse porno-industrie. Amsterdam, Uitgeverij Business Contact, 2014. ISBN 978-90-470-0657-2